# Circuito di Monsanto
Il circuito di Monsanto era un circuito automobilistico occasionale, disegnato all'interno dell'omonimo parco nella città di Lisbona e inaugurato nel 1953. Ha ospitato il Gran Premio del Portogallo di Formula 1 nel 1959. Il circuito era abbastanza veloce, con una forma pressappoco triangolare e con l'inconveniente delle rotaie del tram che tagliavano alcune parti della pista. L'unica edizione disputata su questo tracciato fu vinta da Stirling Moss su Cooper-Climax il 23 agosto 1959.